# Cospas-Sarsat

## Información general
COSPAS (КОСПАС) es un acrónimo de las palabras rusas "Cosmicheskaya Sistema Poiska Avariynyh Sudov" (Космическая Система Поиска Аварийных Судов), que se traduce como "Sistema Espacial para la Búsqueda de buques en peligro". SARSAT es un acrónimo de Search And Rescue Satellite-Aided Tracking.
El primer satélite del sistema, el "COSPAS-1 '( Kosmos 1383 ) se lanzó desde el cosmódromo de Plesetsk, el 29 de junio de 1982.  En septiembre de 1982 Cospas-Sarsat comenzó a seguir dos tipos de radiobalizas de socorro. En concreto, fueron:
- RLS (Emergency Position-Indicating Radio Beacons (Radiobalizas de posición de emergencia)), señal de socorro marítimo, y
- ELT (Emergency Locator Transmitters (Transmisores localizador de emergencia)), señal de socorro de aeronaves

Más recientemente, está disponible un nuevo tipo de radiobaliza de socorro (en el año 2003 en los EE. UU.)
- PLB (Personal Locator Beacons), son para uso personal y tienen por objeto socorrer a una persona en apuros que está lejos de los servicios de emergencia normales (es decir, 112 / 9-1-1 )

Los cuatro países fundadores (Rusia, Estados Unidos, Francia y Canadá) dirigieron el desarrollo del EPIRB marino en 406 MHz. La RLS fue visto como un avance clave en la tecnología de búsqueda y salvamento en el medio marino. Antes de la fundación de Cospas-Sarsat, la aviación ya utilizaba la frecuencia de 121,5 MHz para las emergencias. Los ELT para la aviación general se construyeron para transmitir en 121,5 MHz, una frecuencia usada por los aviones y otras aeronaves. Las balizas de los aviones militares se fabricaron para transmitir a 243,0 MHz, en la banda de frecuencia utilizada por la aviación militar. Inicialmente, el sistema Cospas-Sarsat se diseñó para detectar balizas de alerta que transmitieran a 406 MHz, 121,5 MHz y 243.0 MHz. Más recientemente, el sistema Cospas-Sarsat ha sido modificado para detectar sólo alertas transmitidas a 406 MHz (véase más adelante). Esto permite optimizar al sistema para las cada vez más sofisticadas balizas de 406 MHz, y evita problemas (incluyendo las falsas alarmas) de las menos sofisticada balizas de 121,5 MHz y 243.0 MHz. Muchos ELT incluyen un transmisor de 406 MHz, para la detección por satélite, y un transmisor de 121,5 MHz que puede ser recibida por los aparatos de búsqueda direccional de los equipos locales.
El diseño de las radiobalizas de socorro ha evolucionado significativamente desde 1982, las nuevas balizas de 406 MHz incorporan receptores GPS. Dichas balizas transmiten la posición con elevada precisión que alertan casi al instante a los servicios de búsqueda y salvamento a través de los satélites GEOSAR. La llegada de las balizas ha creado el lema actual de las agencias SAR --- "Tomando el 'Buscar' de Búsqueda y Rescate". (Véase MEOSAR a continuación.)
Cospas-Sarsat es un elemento de Sistema mundial de socorro y seguridad marítimos (SMSSM) de la Organización Marítima Internacional. -La activación automática de las RLS es obligatoria en los buques sujetos a los requisitos de la Convención Internacional para la Seguridad de la Vida Humana en el Mar (los llamados buques clase SOLAS), los buques de pesca comercial, y todos los buques de pasaje. Los emisores deben tener la información de identificación del buque pre-programada en el transmisor de socorro. O bien, si la baliza ha sido debidamente registrada ante las autoridades con antelación, los Centros Coordinadores de Salvamento será capaces de recuperar la identificación del buque e información de contacto a partir de una base de datos de registro de balizas.

## Retirada de las radiobalizas de socorro de 121,5 y 243,0 MHz
A partir del 1 de febrero de 2009, el Sistema Cospas-Sarsat dejó de procesar las señales de 121,5 MHz y 243 MHz. Ahora sólo se procesan las señales de balizas de 406 MHz. Con el cambio a 406 MHz, se espera una reducción sustancial del desperdicio de los recursos SAR en falsas alarmas al mismo tiempo que aumentar la capacidad de respuesta del sistema de socorro ante casos reales.

## Composición del sistema
El segmento terreno del sistema se compone de:
- Radiobalizas de socorro
- Estaciones receptoras de enlace descendente de satélites de procesamiento de señal llamadas terminales locales de usuarios (LUT)
- Centros de Control de Misión que distribuyen los datos de alerta de socorro generados por las tablas de búsqueda
- Centros mixtos de coordinación de salvamento (también conocido como Centros de Coordinación de Rescate) que coordinan la respuesta SAR ante una situación de peligro

El segmento espacial del sistema se compone de:
- SAR procesadores de señal a bordo de los satélites

### Segmento espacial
El segmento espacial del sistema Cospas-Sarsat consta de instrumentos SARR / SAR de a bordo:
- 5 satélites geoestacionarios, llamados GEOSARs, y
- 6 satélites de órbita baja polar LEOSARs.

Un instrumento SARR / SARP es un pequeño paquete, por lo general conectado a un satélite que se lanza principalmente para otro propósito. Estos SARR / SARP se consideran una carga útil secundaría a bordo de satélites científicos o de comunicaciones. Vea a continuación la información técnica para las listas de SARR / SARP y sus satélites asociados.

### Segmento terrestre
Los satélites son supervisador por estaciones equipadas con antenas parabólicas llamados terminales de usuario local (LUT). Los LUT de cada nación son supervisados por un MCC ( Centro de Control de Misión ), un centro de distribución de datos que distribuye información de alerta a los diferentes centros coordinadores de salvamento.

## Información técnica

### Procesamiento Doppler

Animación de la localización de una radiobaliza por un satélite LEOSAR mediante el efecto Doppler.

El sistema Cospas-Sarsat fue posible gracias al procesamiento Doppler. Los LUT de satélites en órbita baja realizan cálculos matemáticos basados en el desplazamiento Doppler de la frecuencia recibida por los satélites LEOSAR y MEOSAR a medida que pasan sobre un emisor que transmite a una frecuencia fija. A partir de estos cálculos, es posible determinar tanto el rumbo como la distancia con respecto al satélite. La distancia y el rumbo se miden a partir del desplazamiento de la frecuencia recibida, que varía tanto según la trayectoria del satélite en el espacio y la rotación de la tierra. Esto permite, mediante un algoritmo de computadora triangular calcular la posición de la baliza. Un cambio más rápido en la frecuencia recibida indica que el emisor está más cerca de la vertical del satélite. Cuando el emisor se está alejando de la trayectoria del satélite debido a la rotación de la tierra, el efecto Doppler también se puede utilizar en el cálculo.
Cuanto más precisa sea la frecuencia de la baliza de transmisión, más precisos serán los cálculos para determinar la ubicación, ahorrando tiempo de búsqueda. Las modernas balizas de 406 MHz son mucho más precisas que las antiguas, ya retiradas.

### LEOSAR

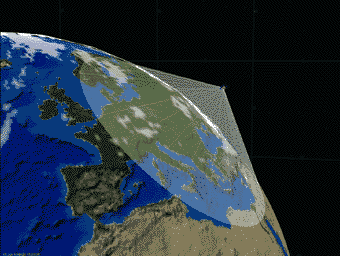
Ejemplo de la cobertura de señal por LEOSAR.

Inicialmente el sistema estaba formado por satélites de baja altura y órbita polar (LEO). Los satélites LEO y las estaciones en tierra asociadas a estos satélites son compatibles con las radiobalizas de 406 y 121,5 MHz. formando el sistema LEOSAR (Low-altitude Earth Orbir Search and Rescue). El sistema LEOSAR calcula la localización del socorro basándose en el efecto Doppler de la señal enviada por la radiobaliza a una estación de tierra (LEOLUT).
El sistema LEOSAR es anterior al sistema GEOSAR, y lo complementa. Los satélites LEOSAR son supervisados por 44 LEOLUT (órbita baja de la Tierra terminales locales de usuario). Los satélites complementarios LEOSAR proporcionan una cobertura periódica de toda la Tierra con énfasis en las regiones polares. Los satélites LEOSAR operan en un modo de almacenamiento y retransmisión de señales de 406 MHz --- almacenan las señales de socorro y las enviará a la estación de tierra LEOLUT más próxima que sobrevuelan. Una constelación de 6 satélites de órbita polar, el sistema LEOSAR ofrece cobertura a los polos con órbitas de aproximadamente 100 minutos. ￼Los satélites de órbita polar utilizados en el sistema Cospas-Sarsat (LEOSAR) pueden proporcionar una cobertura global, pero no continua, para la detección y el posicionamiento de las balizas de socorro utilizando la técnica de localización Doppler. De todas formas, la discontinuidad en la cobertura introduce demoras, que varían desde varios minutos hasta algunas horas, en el proceso de alerta ya que el usuario en peligro debe "esperar" a que el satélite esté en la zona de visibilidad de la radiobaliza.
Hasta mediados de 2007, dos de los satélites LEOSAR eran satélites Cospas proporcionados por la ex Unión Soviética y operado por la Federación Rusa. Sin embargo, fueron retirados, y ahora, los estadounidenses NOAA Polar Operational Environmental Satellites (POES) y los europeos de EUMETSAT: MetOp-A son los únicos satélites LEOSAR en el servicio. La órbita característica de los satélites COSPAS era de una altitud de 1000 km.
Los seis satélites operacionales LEOSAR (tanto con Sarr y los instrumentos SARP) son los satélites Sarsat proporcionados por los NOAA de Estados Unidos y EUMETSAT de Europa. Estos orbitan a una altitud de aproximadamente 850 km. Ellos son:
- Sarsat-7 instrumentos a bordo de NOAA-15
- Sarsat-8 instrumentos a bordo de NOAA-16
- Sarsat-9 instrumentos a bordo de NOAA-17
- Sarsat-10 instrumentos a bordo de NOAA-18
- Sarsat-11 instrumentos a bordo de MetOp-A
- Sarsat-12 instrumentos a bordo de NOAA-19

### GEOSAR
Desde 1996, los participantes de Cospas-Sarsat han estado experimentando con "cargas" de 406 MHz entre sus satélites de órbita geoestacionaria (GEO) Geostationary Earth Orbit, junto con sus estaciones asociadas terrenas, para detectar las transmisiones de las radiobalizas de 406 MHz. Estos experimentos han mostrado la posibilidad de la casi inmediatez tanto de la alerta así como de la identidad de la baliza transmisora y otros datos codificados, como la posición derivada de un sistema satelitario de navegación global. Este desarrollo es conocido como Sistema GEOSAR de 406 MHz.
En 1998, después de muchas pruebas efectuadas con satélites geoestacionarios, se incorporó formalmente el sistema GEO (Geostationary Earth Orbit), dotando a estos satélites geoestacionarios de los correspondientes receptores capaces de recibir la señales procedentes de una radiobaliza de 406 MHz creando el sistema GEOSAR (Geostationary Earth Orbit Search and Rescue). Estos satélites geoestacionarios se mantienen fijos respecto a un punto de la tierra y cada satélite mantiene una cobertura permanente de una región determinada. Este sistema reduce considerablemente los retrasos en la localización usando el efecto Doppler, dado que al llevar la baliza un GPS incorporado, transmiten la posición en tiempo real. Esta señal es recibida por al menos un satélite que la retransmite de inmediato a una estación de tierra (GEOLUT).
Los satélites GEOSAR son supervisados por 16 GEOLUT geoestacionarios (Terminales de Órbita Terrestre de usuarios locales). Los satélites GEOSAR proporcionan una cobertura continua de toda la tierra por debajo de los 70 grados de latitud, con miras hacia el cielo ecuatorial. Algunos lugares tienen mala recepción de radio hacia los satélites GEOSAR y las regiones polares no están cubiertas.
Operativo SARR se instalan en los siguientes cinco satélites geoestacionarios:
- Los satélites geoestacionarios GOES (EE. UU.) El GOES 13 en la posición 75° Oeste (el GOES-Este para fines meteorológicos) y GOES 11 en la posición 135° Oeste (el GOES-Oeste para fines meteorológicos)
- El INSAT-3A (India) a 93.5° Este
- El Meteosat de Segunda Generación (MSG)(Europa) MSG-1 (también conocido como Meteosat-8 ) en 9.5° Este y el MSG-2 (también conocido como Meteosat-9 ) fijo en el meridiano de Greenwich.

SARR en fase de pruebas o en un papel de una órbita en libre se instalan en las siguientes satélites geoestacionarias:
- El VA satélites geoestacionarios (EE. UU.) GOES 12 en el 60 ° W, el GOES 14 en 105 ° W y el GOES 15 en 89.5 ° W
- El Electro-L N º 1 satélite geoestacionario (Rusia) a 76 ° E.

### Información técnica de las radiobalizas
La radiobaliza de rescate típica transmiten una señal de 5 vatios durante 0,5 segundos, una vez cada 50 segundos. La mayoría de las unidades vendidas a partir de 1997 incluyen un receptor GPS para que puedan informar con precisión GPS latitud - longitud su ubicación. Radiobalizas de socorro de aeronaves (ELT) se activa automáticamente mediante interruptores de fuerza G que detectan desaceleración súbita durante un accidente, mientras que los radiobalizas marítimas ( RLS ) normalmente se activan por contacto con agua el agua de mar.
La radiobaliza de socorro "406 MHz" transmiten en una banda de 100 kHz de ancho y centrado en 406,05 MHz. Los emisores individuales transmiten en un canal de 3 KHs. Un mensaje de socorro transmitido es o bien uno de 112 bits "corto" o un mensaje de 144-bits "largo", ambos incluyen los 49 bits de información de identificación. Si el emisor tiene un receptor GNSS o la posición de la información derivada de otra fuente local (como el equipo de navegación del buque), a continuación, esa información también será codificada en el mensaje de socorro transmitido.

## MEOSAR
En el año 2000, Estados Unidos, la Comisión Europea (EC) y Rusia iniciaron consultas con Cospas-Sarsat para tratar de instalar en satélites de navegación que orbitan a altura media receptores capaces de recibir señales procedentes de una radiobaliza de 406 MHz. Este nuevo sistema de localización se denomina MEOSAR (MEdium-altitude Orbit Search and Rescue). El programa MEOSAR de los Estados Unidos es denominado DASS (Distress Alerting System), el sistema Europeo se llama SAR/Galileo y el programa ruso se denominó SAR/Glonass.
Los partidarios del sistema Cospas-Sarsat se están preparando para demostrar y evaluar una nueva función denominada MEOSAR (Búsqueda de órbita terrestre media y los satélites de Rescate), que consta de transpondedores SAR a bordo de satélites de navegación de Europa, Rusia y Estados Unidos. En su estado actual (del proyecto) la forma, los EE. UU. del segmento espacial de componentes que se llama Distress Alerting Satellite System (DASS) de la NASA. MEOSAR constará de transpondedores SAR a bordo de la constelación de satélites Galileo de Europa, la nave rusa Glonass (Glonass-K no. 1 puesta en marcha el 26 de febrero de 2011), y en la constelación de satélites GPS de los EE. UU. Activos MEOSAR informará señales de Cospas-Sarsat de búsqueda y rescate de balizas en la banda de 406,0-406,1.] satélites MEOSAR serán capaces de proporcionar casi instantáneamente la detección, identificación y determinación de la localización de las balizas de 406 MHz. El emisor puede transmitir las coordenadas de su posición codificada en el mensaje de alerta (si la información de posición se encuentra disponible en el GNSS del receptor o de otra fuente, como los sensores de navegación a bordo). O la posición se puede determinar de forma independiente por la LUT receptora mediante el análisis de las diferencias de la frecuencia al tiempo de llegada (relacionado con variaciones inducidos por Doppler) o de diferencias del tiempo de llegada. Está previsto que el sistema MEOSAR sea capaz de descargar información de nuevo a la radiobaliza de socorro codificando un mensaje "Return Link Service" en el flujo de datos de navegación de Galileo.

## Estadísticas de rescates
En 2010, el sistema Cospas-Sarsat siempre baliza de emergencia, los datos de alerta utilizados en el rescate de 2.362 personas en 641 sucesos SAR. Desde septiembre de 1982 hasta diciembre de 2010, Cospas-Sarsat de datos ha ayudado a rescatar a 30,713 personas en 8,387 eventos SAR. (enlace roto disponible en Internet Archive; véase el historial, la primera versión y la última).